# 建国大学法学专门大学院
建国大学法学专门大学院是建国大学的一所专业研究生院。

## 历史
位于韩国首都首尔广津区。专门从事房地产法律。在韩国的法律，培养学生入学执业律师。